# Трейдлер, Михаил Александрович
Михаил Александрович Трейдлер (28 октября (9 ноября) 1849 — 1913) — русский военный деятель, генерал-лейтенант. Участник Русско-турецкой войны.

## Биография
После окончания 2-й Санкт-Петербургской военной гимназии и Михайловского артиллерийского училища в 1869 году произведён подпоручики с определением в 4-ю резервную артиллерийскую бригаду. В 1870 году произведён в поручики. В 1873 году произведён в штабс-капитаны. В 1876 году произведён в капитаны. С 1877 года участник  Русско-турецкой войны.
С 1886 году произведён в подполковники и назначен заведующим практическими занятиями Севастопольской крепостной артиллерией. С 1889 года назначен командиром 1-й батареи Брест-Литовской крепостной артиллерии. В 1895 году  произведён в полковники. С 1896 года командир 5-й а с 1901 года 4-й батареи Кронштадтской крепостной артиллерии.
С 1903 года назначен начальником Одесского окружного крепостного артиллерийского склада. В 1904 году произведён в генерал-майоры. В 1913 году произведён в генерал-лейтенанты.
М. А. Трейдлер печатался в гомеопатических журналах под псевдонимом М.А.Т. Его статья «Малые дозы подобно действующих средств с точки зрения данных физических наук» опубликована в журнале «Врач гомеопат» в 1899 г.

## Труды
- «Основы гомеопатии» / Журнал «Вестник гомеопатической медицины», № 4–9, 1913. — 292 с.